# Eulalia Sintas Martínez
Eulalia Sintas Martínez, coneguda també com a Lali Sintas (Cartagena, 8 d'abril de 1960 - íb., març de 2013), va ser una arqueòloga i historiadora espanyola de molt renom per la seva participació en projectes de recuperació i investigació arqueològica a Cartagena, l'Ametlla de Mar i en altres zones mineres de La Unión (Múrcia) i Gavà.
Lali Sintas va néixer a Cartagena (Múrcia), filla de Carmen Martínez i del coronel d'infanteria Manuel Sintas Pastorín. Cridada pel passat cartaginès i romà de la seva ciutat, va estudiar Història Antiga i Arqueologia a la Universitat de Múrcia i es va llicenciar el 1982. També va estudiar Arts Aplicades i Oficis Artístics, i Filologia Clàssica a la mateixa universitat (estudis que va abandonar el 1980 i el 1984 respectivament), on va col·laborar en la Càtedra d'Història Antiga del 1982 al 1984.
El 1987 va obtenir la titulació en busseig científic i en pilotatge d'embarcacions, i durant el curs següent va ser col·laboradora de la càtedra de Geologia de l'Escola d'Enginyeria de Mines de la Universitat Politècnica de Cartagena. Entre el 1990 i el 1992 va fer el doctorat al Departament d'Arqueologia de la Facultat de Geografia i Història de la Universitat de Barcelona, amb el projecte de tesi doctoral El distrito minero de Cartago Nova: sistemas de explotación y transformación mineral.
La seva primera feina va ser el 1982 com a tècnica arqueòloga a l'excavació del poblat eneolític del Cabezo del Plomo, a Mazarrón, sota la direcció d'Ana María Muñoz Amilibia (amb qui també treballà a la necròpolis paleocristiana del Puerto de Mazarrón), seguida de la del poblat argàric d'Almendricos, a Llorca, amb María Manuela Ayala Juan. L'any 1985 va treballar a Cartagena en l'excavació de l'amfiteatre romà amb José Pérez Ballester, a la muralla romana d'Orient amb Rafael Méndez Ortiz, i l'any següent a la calçada romana del carrer Caridad amb Blanca Roldán Bernal. El 1987 va dirigir en solitari l'excavació urgent del carrer Salitre de la mateixa ciutat, i va col·laborar en les dels carrers Cuesta de la Baronesa (dirigida per Mari Carmen Berrocal Caparrón) i Serreta-3 (dirigida per Miguel Martín Camino), ambdues a Cartagena, i també a la del carrer Teodor González de Tortosa (dirigida per Pere Izquierdo i Tugas) i a la campanya d'excavació arqueològica submarina del derelicte romà Culip IV, a Cadaqués (dirigida per Xavier Nieto Prieto).
L'any següent la Generalitat de Catalunya va contractar-la per a que treballés sota la direcció Albert Martín Menéndez en l'excavació del castell medieval de Sant Jordi d'Alfama, a l'Ametlla de Mar, i a la prospecció arqueològica del jaciment romà homònim. També va participar en l'excavació dels derelictes Culip IV i Culip VI, en la prospecció del derelicte Culip I, a Cadaqués, sota la direcció de Xavier Nieto Prieto, i en la prospecció arqueològica submarina de La Manga del Mar Menor (Cartagena), amb Fernando Pérez Rebollo. L'any 1989 va treballar en l'excavació submarina d'urgència del Puerto de Mazarrón amb el mateix arqueòleg, i amb Encarna Bertó Martí en l'excavació submarina del Grau Vell de Sagunt.
Aquell mateix any va elaborar la Carta Arqueològica Subaquàtica de la Regió de Múrcia amb Pérez Rebollo i, en solitari, la prospecció arqueològica de la serra minera de Cartagena-La Unión (Múrcia). També va codirigir amb Pere Izquierdo i Tugas l'excavació de la rectoria de Sant Pere de Gavà, finalitzada l'any següent. El 1990 va col·laborar en la prospecció d'urgència d'una de les mines del complex miner neolític de Can Tintorer (Gavà), novament amb Izquierdo, i va començar a treballar com a tècnica arqueòloga directora de l'equip d'intervenció arqueològica del Museu de Gavà, equip amb el què (juntament amb Izquierdo i Alícia Estrada Martín) va dirigir l'excavació arqueològica d'urgència de la necròpolis alt-medieval de Rocabruna (Gavà) i un forn d'àmfores de Sant Pere de Gavà.
Del 1991 al 1994 va treballar en la preparació del jaciment miner neolític, ibèric, romà i modern de Gavà per a la seva museïtzació, i posteriorment va tornar a Cartagena amb la seva amiga i arqueòloga Blanca Roldán Bernal, amb qui va implicar-se en la defensa del patrimoni arqueològic local fent front a l'especulació urbanística. Per aquella època va publicar l'opuscle Cartagena fue una isla, alhora que l'ajuntament fomentava el desenvolupament urbanístic privat damunt d'importants àrees patrimonials.
Amb la mort de Sintas a finals de març de 2013, va quedar inacabada la seva tasca d'estudi de les restes arqueològiques de la serra minera de Cartagena, on va identificar nombrosos testimonis d'explotació d'època romana.